# Киевская почта
Ки́евская по́чта (укр. Київська пошта) — українська щоденна суспільна, літературна і комерційна газета. Виходила у 1909—12 роках. У лютому 1911 року злилась з газетою «Киевские вести», з січня 1912 — «Киевские отклики». Згодом — «Киевская жизнь». Додатками до газети «Киевская почта» були «Литературная неделя» (1911) та «Иллюстрированная неделя» (1911—1912).